# LRRC39
LRRC39 (англ. Leucine rich repeat containing 39) – білок, який кодується однойменним геном, розташованим у людей на короткому плечі 1-ї хромосоми.  Довжина поліпептидного ланцюга білка становить 335 амінокислот, а молекулярна маса — 38 793.
| 10         |  | 20         |  | 30         |  | 40         |  | 50         |
| ---------- |  | ---------- |  | ---------- |  | ---------- |  | ---------- |
| MTENVVCTGA |  | VNAVKEVWEK |  | RIKKLNEDLK |  | REKEFQHKLV |  | RIWEERVSLT |
| KLREKVTRED |  | GRVILKIEKE |  | EWKTLPSSLL |  | KLNQLQEWQL |  | HRTGLLKIPE |
| FIGRFQNLIV |  | LDLSRNTISE |  | IPPGIGLLTR |  | LQELILSYNK |  | IKTVPKELSN |
| CASLEKLELA |  | VNRDICDLPQ |  | ELSNLLKLTH |  | LDLSMNDFTT |  | IPLAVLNMPA |
| LEWLDMGSNK |  | LEQLPDTIER |  | MQNLHTLWLQ |  | RNEITCLPQT |  | ISNMKNLGTL |
| VLSNNKLQDI |  | PVCMEEMANL |  | RFVNFRDNPL |  | KLKVSLPPSE |  | GTDEEEEREL |
| FGLQFMHTYI |  | QESRRRADHQ |  | VNGSTTLPIS |  | INTDG      |  |            |

A: Аланін

C: Цистеїн

D: Аспарагінова кислота

E: Глутамінова кислота

F: Фенілаланін

G: Гліцин

H: Гістидин

I: Ізолейцин

K: Лізин

L: Лейцин

M: Метіонін

N: Аспарагін

P: Пролін

Q: Глутамін

R: Аргінін

S: Серин

T: Треонін

V: Валін

W: Триптофан

Задіяний у таких біологічних процесах як поліморфізм, альтернативний сплайсинг. 